# L'Indicateur des Flandres
L'Indicateur des Flandres est un hebdomadaire d'informations générales basé dans le Nord de la France, à Hazebrouck.

## Historique
L'Indicateur des Flandres a été fondé en 1832, ce qui en fait l'un des plus vieux journaux de France en activité[réf. nécessaire]. À partir de 1910, il fait face à un concurrent régional important, Le Cri des Flandres.
L'hebdomadaire est édité par la société Presse Flamande et appartient au Groupe Rossel La Voix.

## Activité
Le journal consacre son information à l'actualité de la zone Flandre-Lys[Quoi ?], soit plus de cinquante communes.  
L'Indicateur des Flandres sort en kiosque le mercredi matin.

## Diffusion
- L'Indicateur des Flandres[1]

| Titre                     | 2007   | 2008  | 2009  | 2010  | 2011  | 2011-2012 |
| ------------------------- | ------ | ----- | ----- | ----- | ----- | --------- |
| L'Indicateur des Flandres | 10 086 | 9 868 | 9 746 | 9 549 | 9 286 | 10 062    |